# Rastergrafik
Eine Rastergrafik, auch Pixelgrafik (englisch raster graphics image, digital image, bitmap oder pixmap), ist eine Form der Beschreibung eines Bildes in Form von computerlesbaren Daten. Rastergrafiken bestehen aus einer rasterförmigen Anordnung sogenannter Pixel, denen jeweils eine Farbe zugeordnet ist. Die Hauptmerkmale einer Rastergrafik sind daher die Bildgröße, umgangssprachlich auch Bildauflösung genannt, sowie die Farbtiefe.
Die Erzeugung und Bearbeitung von Rastergrafiken fällt in den Bereich der Computergrafik und Bildbearbeitung. Eine andere Art der Beschreibung von Bildern sind Vektorgrafiken.

## Eigenschaften
Die meisten digitalen Bilder sind Rastergrafiken. Fotos, die mit einer Digitalkamera gemacht werden, werden in einem Pixelraster gespeichert, das üblicherweise als Bitmap bzw. Bitmap-Grafik bezeichnet wird. Je größer das Bild, desto mehr Speicherplatz belegt die Bilddatei.
Da Rastergrafiken so viele Informationen speichern müssen, erfordern große Bitmaps große Dateigrößen. Es wurden mehrere Kompressionsalgorithmen entwickelt, um diese Dateigrößen zu reduzieren. PNG, JPEG und GIF sind die am häufigsten verwendeten komprimierten Grafikformate im World Wide Web. Es gibt jedoch auch andere Arten der Bildkompression.
Rastergrafiken können normalerweise ohne Qualitätsverlust verkleinert werden. Wenn ein Bitmap-Bild jedoch vergrößert wird, sieht es unscharf aus. Aus diesem Grund werden häufig Vektorgrafiken für bestimmte Bilder verwendet, z. B. Firmenlogos, die auf unterschiedliche Größen skaliert werden müssen.

## Anwendungen

Pixel-Art mit zwei Farbwerten auf einem Mobiltelefon-Bildschirm

Rastergrafiken eignen sich zur Darstellung komplexerer Bilder wie Fotos, die nicht mit Vektorgrafiken beschreibbar sind. Rastergrafiken können aus vorhandenem Material – etwa mit einem Scanner oder einer Digitalkamera – digitalisiert oder mit Bildbearbeitungssoftware erstellt werden.
Die Pixel einer Rastergrafik können nur Informationen wie die Farbe enthalten. In letzteren Anwendungsgebieten haben Rasterdaten gegenüber Vektordaten den Nachteil, dass sie relativ ungenau sind und sich schlecht für topologische Analysen eignen.
Minimalistische Pixelgrafiken sind inzwischen zu einer populären Kunstform geworden. Das Spektrum der sogenannten Pixel-Art reicht dabei von Handylogos über Websites bis hin zu TV-Spots und Werbeplakaten. Von ihrer Beschaffenheit her ähneln Pixelgrafiken traditionellen Techniken wie dem Mosaik und der Kreuzstickerei.

## Nachteile

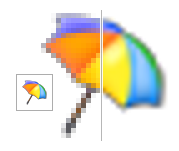
Vergrößerung einer Rastergrafik, links mit Pixelwiederholung, rechts mit bikubischer Interpolation

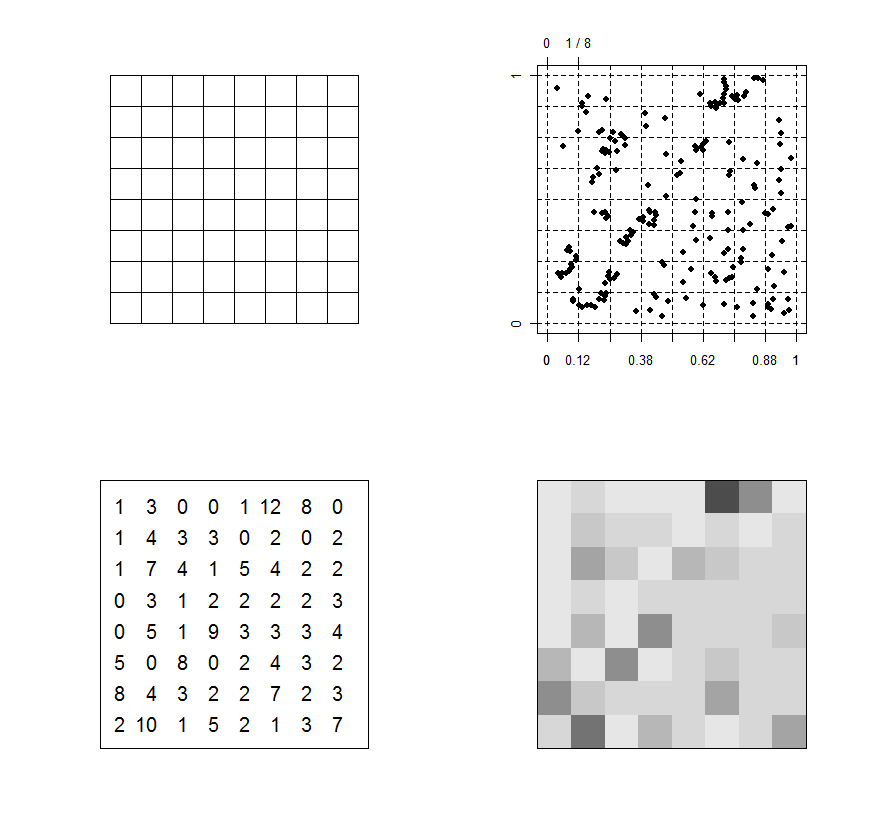
Mit einer Rastergrafik kann ein Punktmuster vereinfacht werden

Heutige Computerbildschirme werden ausschließlich über eine Rastergrafik, die im Framebuffer abgelegt ist und den gesamten Bildschirminhalt enthält, angesteuert. Daher müssen Vektorgrafiken vor der Ausgabe gerastert werden. Bei der Ausgabe auf manchen Druckern übernimmt ein Raster Image Processor diesen Schritt. Alle Drucker mit linearem Papiervorschub eignen sich für die Wiedergabe von Pixelgrafiken, während Plotter mit linienorientierten Vektorgrafiken angesteuert werden sollten.
Die bekanntesten Grafikformate für Rastergrafiken sind PNG, GIF, JPEG, TIFF und BMP. Einige dieser Formate wenden verlustfreie oder verlustbehaftete Bildkompression an.
Zu den Nachteilen von Raster- gegenüber Vektorgrafiken gehört der meist relativ hohe Speicherverbrauch. Da Rastergrafiken nur aus einer begrenzten Anzahl von Pixeln bestehen, werden zweidimensionale geometrische Formen nur angenähert. Dabei tritt der Treppeneffekt oder gar der Alias-Effekt zutage, die mittels Antialiasing gedämpft werden können. Bei geometrischen Transformationen einer Rastergrafik, wie etwa der Skalierung, können Informationen verloren gehen oder Farbtöne erzeugt werden, die vorher nicht vorhanden waren.

## Umwandlung
Die Umwandlung einer Vektorgrafik in eine Rastergrafik nennt sich Rasterung. Dieser Vorgang erfolgt jedes Mal, wenn eine Vektorgrafik auf dem Bildschirm dargestellt oder ausgedruckt wird.
Der umgekehrte Weg, die sogenannte Vektorisierung von Rastergrafiken, ist schwieriger. Sie kann manuell durch Nachzeichnen erfolgen, oder aber durch spezielle Funktionen eines Vektorgrafikprogramms wie die Funktion Trace Bitmap (in der deutschen Version Bitmap nachzeichen) von Inkscape, oder auch durch spezialisierte Programme wie Corel PowerTRACE oder Potrace. Dieser Weg ist zudem oft fehlerbehaftet, da grafische Primitive wie Geraden, Kreise oder Kurven in der Rastergrafik nur ungenau abgebildet sind und daher nicht exakt erkannt werden können. Besonders große Probleme entstehen durch Farb- oder Helligkeitsgradienten in Rasterbildern, die beim Vektorisieren nur als diskrete Bänder (Banding) ungenügend angepasst werden.